# Burg Dunstelkingen
Die Burg Dunstelkingen, auch Schloss Dunstelkingen genannt, ist eine abgegangene Burg am Ostrand des Dorfes Dunstelkingen, eines heutigen Ortsteils der Gemeinde Dischingen im Landkreis Heidenheim in Baden-Württemberg.

## Geschichte
Die 1235 mit Gelphradus von Dunstelkingen erwähnte Burg war Stammsitz der Herren von Dunstelkingen. Diese waren dillingische, dann staufische und zuletzt oettingische Ministerialen. Ihr Wappen wird als ein quer geteilter Schild beschrieben.
Von 1581 bis 1587 wurde die Burg zu einem Renaissance-Schloss mit Wallgraben, Ringmauer und vier Ecktürmen ausgebaut. Nach 1785 verfiel das Schloss, wurde 1796 zerstört und 1804 abgebrochen. Von der ehemaligen Anlage sind noch Grabenreste erhalten.
Als weitere Besitzer werden die Herren von Gromberg, um 1451 die von Westerstetten zu Katzenstein und 1785 Thurn und Taxis genannt.